# Leonhard Ritter (Architekt)

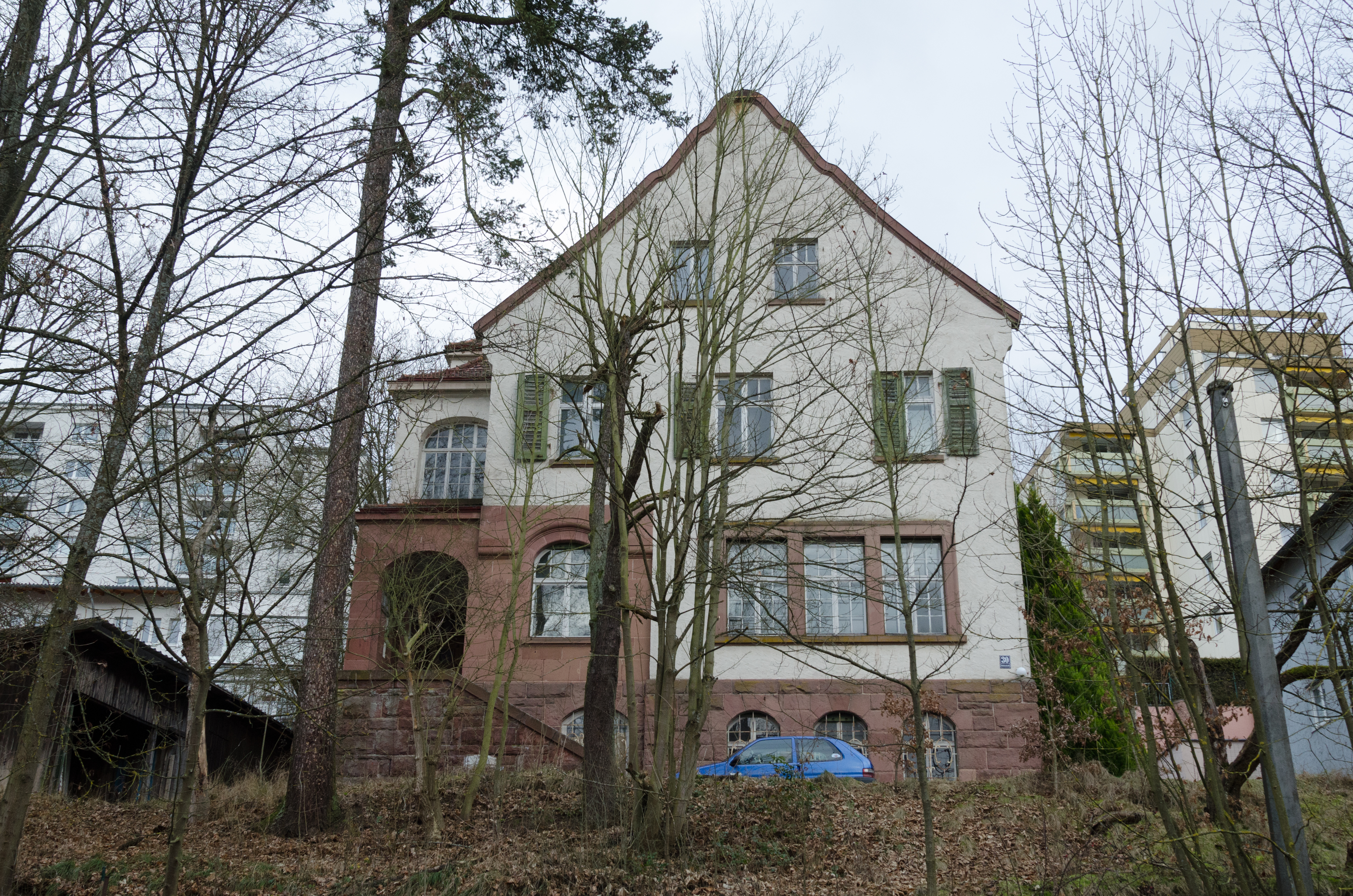
„Katharinenstift“, Bad Kissingen

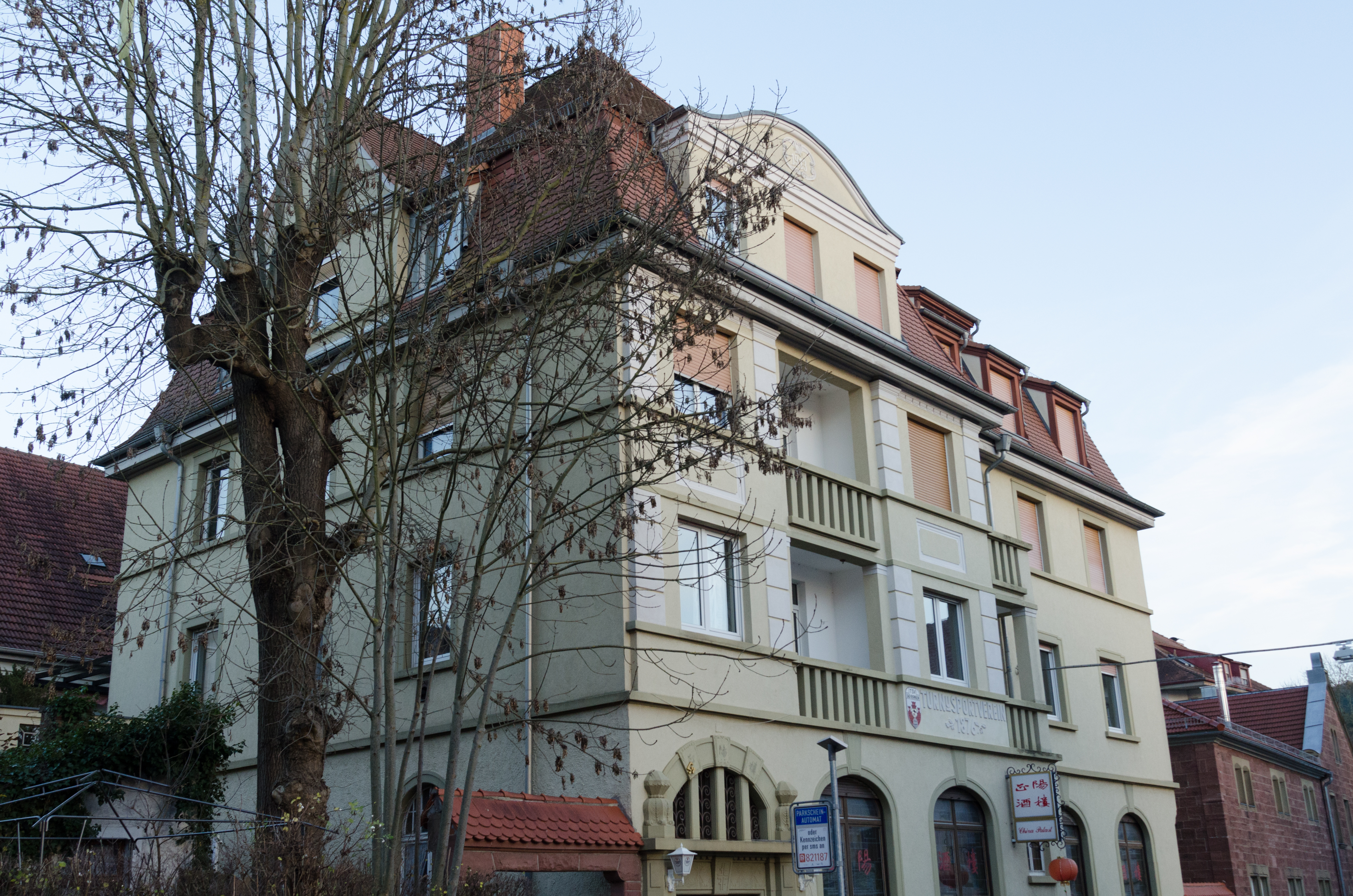
„Saalbau“, Bad Kissingen

Leonhard Ritter (* 30. Oktober 1878 in Eyb (Ansbach); † 7. März 1938 in Bad Kissingen) war ein deutscher Architekt.

## Leben
Ritter studierte an der Baugewerbeschule in Nürnberg und an der Technischen Hochschule Darmstadt. Nach Anstellungen beim Landbauamt Nürnberg und den Stadtbauämtern Würzburg und Bad Kissingen machte er sich im Jahr 1908 als Architekt selbständig. In diesem Zusammenhang schuf er zahlreiche Anwesen unter anderem in Aschaffenburg (Mainkanal, Zoll-Werfthalle) und Bad Kissingen, von denen viele inzwischen unter Denkmalschutz stehen.
Im Zusammenhang mit dem Plan eines Verlages kurz nach dem Ersten Weltkrieg, neben anderen Architekten auch Ritter in einer Reihe „Ausgeführte Bauten von Architekten N. N.“ darzustellen, entstanden Aufnahmen von Werken Ritters. Ritter entschied sich am Ende dann doch gegen den Druck, legte aber mit den gemachten Fotos ein Fotoalbum an, das bis wenige Jahre vor seinem Tod reicht. Einige der von Ritter entworfenen Gebäude fehlen jedoch, wie zum Beispiel das Anwesen Bismarckstraße 2 in Bad Kissingen.
Neben seiner Tätigkeit als Architekt war Ritter auch als Bausachverständiger für die Landesbrandversicherung und ab 1919 als vereidigter Schätzer am Amtsgericht Bad Kissingen tätig. Ritter war von 1930 bis 1933 Mitglied des Bad Kissinger Stadtrates und war auch im Kirchenvorstand und Kirchenchor der evangelischen Kirche sowie in der Sängervereinigung tätig.
Ritter hatte zwei Söhne.
Im Jahr 1938 starb Ritter im Alter von 59 Jahren an einem Herzschlag und wurde auf dem Parkfriedhof Bad Kissingen beigesetzt. Nach dem Zweiten Weltkrieg wurde das Haus der Familie Ritter in der Bad Kissinger Prinzregentenstraße von der US-Army beschlagnahmt, wobei viele Stücke aus dem Besitz der Familie Ritter verloren gingen.

## Bauwerke (Auswahl)
- 1907: Umbau Gasthaus „Gambrinus“ (gegenüber Marktplatz 11, Bad Kissingen)
- 1908: Wohnhaus-Umbau „Zechentmayer“ (Weidgasse 22, Bad Kissingen)
- 1908: Umbau „Trost“ (Bachstraße 3, Bad Kissingen)
- 1908/09: Neubau „Wegemer“ (Kapellenstraße 37, Bad Kissingen)
- 1908/09: Umbau „Grom“ (Schönbornstraße 37, Bad Kissingen)
- 1908–10: Um- und Anbauten am „Quellenhof“ (Rosenstraße 13, Bad Kissingen)
- 1910: Schulhaus Ramsthal
- 1910: „Katharinenstift“ (Salinenstraße 30, Bad Kissingen)
- 1910: Schulhaus Oberthulba
- 1910/11: Umbau des Sanatoriums Dr. Dietz (Schloßstraße 6, Bad Kissingen)
- 1910: Anbau Wohn- und Geschäftshaus „Bäuchle“ (Spitalgasse 10, Bad Kissingen)
- 1911: Neubau „Hempel“ (Steinstraße 20, Bad Kissingen)
- 1911: Umbau „Dr. Wahle“ (Kapellenstraße 7, Bad Kissingen)
- 1911: Neubau „Kaiser & Pabst“ (Ecke Spitalgasse/Bachstraße, Bad Kissingen)
- 1911/12: Kurvilla „Winterstein“ (Pfaffstraße 5–11, Bad Kissingen)
- 1912: Wohnhaus mit Brauerei „Hofmann“ (Maßbach, Ortsteil Poppenlauer)
- 1912: Wohnhaus „Dr. Steinbach“ (Bismarckstraße 56, Bad Kissingen)
- 1912: Wohnhaus „Brand“ (Bad Bocklet, Ortsteil Steinach)
- 1912: Vereinsheim Turngemeinde Bad Kissingen, „Saalbau“ (Landwehrstraße 2, Bad Kissingen)
- 1913: Wohnhaus „Happ“, (Bibrastraße 5, Bad Kissingen)
- 1913/14: Um- und Ausbau des Wohnhauses zum „Schweizerhaus“ (Bismarckstraße 2, Bad Kissingen)
- 1914: Pfarrhaus Wasserlosen
- 1921: Umbau Haus „Fitz“ (Marktplatz 21, Bad Kissingen)
- 1924/25: Bauleitung Schlachthof Bad Kissingen (neben Stadtbaumeister Hans Hußlein)
- 1926: Beamtenwohnhaus (Friedrich-Abert-Straße 10, Münnerstadt)
- 1926: Umbau Kinderheilanstalt Bad Kissingen (Salinenstraße 32, Bad Kissingen)
- 1927: Wohnhaus „Schmitt“ (Friedrich-Abert-Straße 4, Münnerstadt)
- 1928: Wohnhaus „Schick“ (Erhardstraße 28, Bad Kissingen)
- 1928: Wohnhaus „Dr. Kraft“ (Theresienstraße 29, Bad Kissingen)
- 1928: Hotel und Gasthof „Grom“ (Bachstraße 2, Bad Kissingen)
- 1931: Umbau „Löwengasthaus“ (Hauptstraße 99, Maßbach, Ortsteil Poppenlauer)
- 1932: Umbau Haus „Boxberger“ (Untere Marktstraße 12, Bad Kissingen)